# Berthold Bormann
Berthold Bormann (* 25. November 1904; † August 1943 in Hamburg) war ein deutscher Widerstandskämpfer gegen den Nationalsozialismus und NS-Opfer.

## Leben
Bormann erlernte nach dem Besuch der Volksschule den Beruf des Kraftfahrers. Er gehörte zur Widerstandsgruppe „Bästlein-Jacob-Abshagen“, die sich nach Beginn des Zweiten Weltkrieges in Hamburg gebildet hatte und politische Aufklärung über den Vernichtungskrieg der Wehrmacht betrieb sowie ausländische Zwangsarbeiter unterstützte. Als die Gruppe durch Verrat enttarnt worden war, wurde auch Bormann von der Gestapo verhaftet. Von Ende Juli bis Anfang August 1943 wurden beim Bombardement der Stadt auch das Untersuchungshaftanstalt Hamburg zerstört, so dass einige hundert Häftlinge einen befristeten Hafturlaub erhielten mit der Auflage, sich wieder zurückzumelden. Berthold Bormann wählte stattdessen im August 1943 den Freitod.

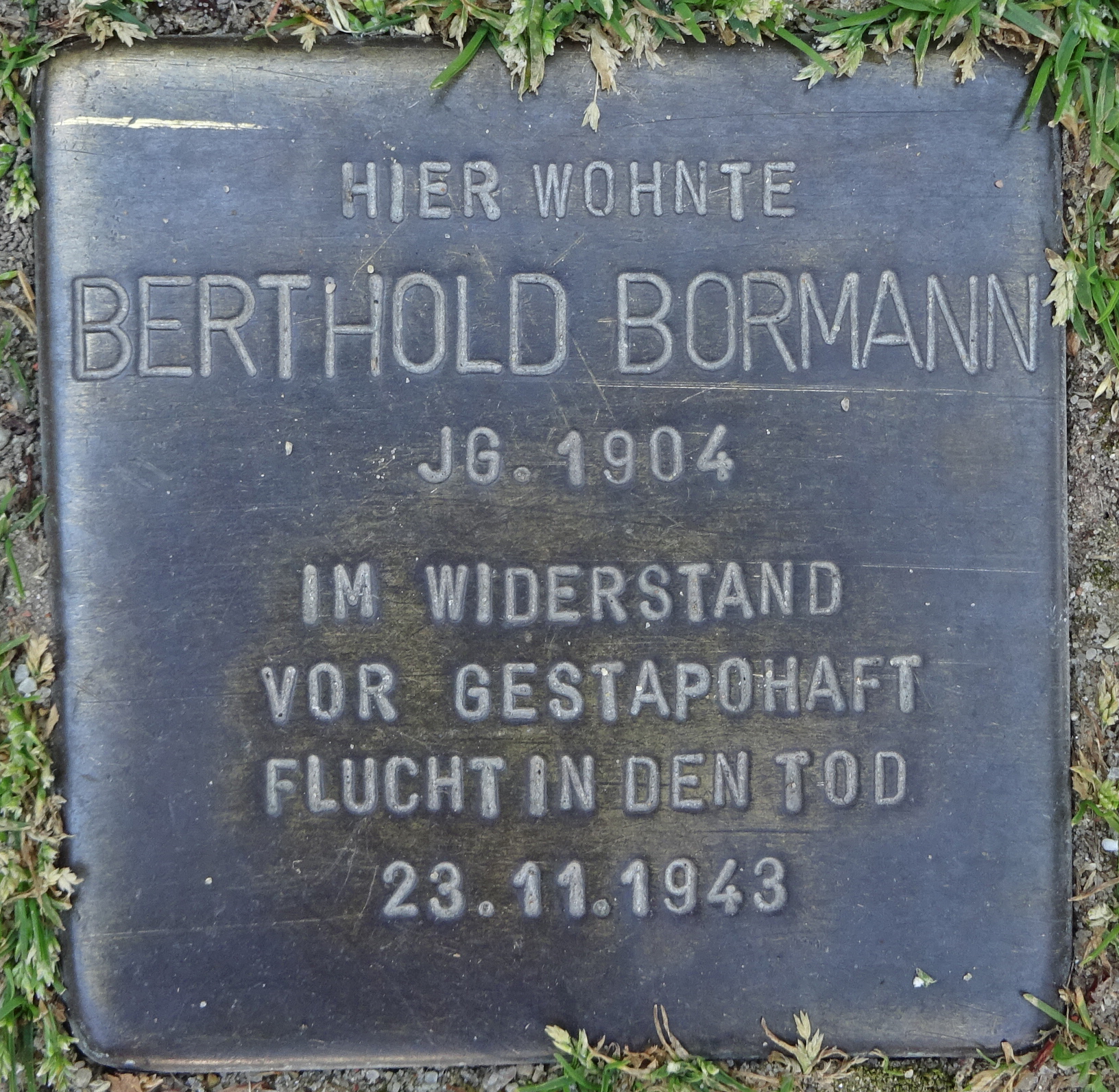
Stolperstein für Berthold Bormann in Hamburg-Wilstorf

## Ehrung
- Vor seiner letzten Wohnadresse Reeseberg 90 (Hamburg-Wilstorf) verlegte der Aktionskünstler Gunter Demnig einen Stolperstein zu seiner Erinnerung.[2]